# Falco amurensis
Il falco dell'Amur (Falco amurensis Radde, 1863) è un uccello falconiforme della famiglia dei Falconidi. Nidifica in Siberia sud-orientale e Cina settentrionale e sverna nell'Africa meridionale. La sua dieta è costituita in gran parte da insetti, soprattutto termiti.
Nel nome scientifico la parola "amurensis" fa riferimento alla foce del fiume Amur dove fu catalogato per la prima volta.

## Descrizione
I maschi sono caratterizzati da un piumaggio marrone scuro fuligginoso e possono essere facilmente scambiati per esemplari melanici di astore gabar, ma il colore castano del sottocoda dovrebbe evitare qualsiasi confusione tra le specie. Presentano inoltre alcune somiglianze superficiali con il falco fuligginoso e il gheppio grigio, ma entrambe queste specie hanno i piedi e la cera del becco di colore giallo. È più facile distinguere un maschio di falco dell'Amur da quello di falco cuculo, dato che questa specie ha le copritrici del sottoala bianche e non grigie uniformi.
Le femmine, invece, creano molta più confusione per la loro identificazione, dato che presentano la colorazione della testa tipica di una vasta gamma di falchi. Il grigio sulla sommità del capo, tuttavia, dovrebbe escludere qualsiasi confusione con il falco cuculo. Presenta una serie di striature sulla parte inferiore del ventre. Il colore rosso della cera e dei piedi, comunque, è tipico solamente di questa specie.
Per quanto riguarda i giovani, i piedi rossi potrebbero creare qualche confusione con i giovani di falco cuculo, ma la sommità del capo di colore più scuro e le penne color camoscio non estese a tutto il ventre li differenziano da questi ultimi. Le femmine e i giovani non hanno le copritrici del sottoala color camoscio come i falchi cuculo.

## Tassonomia
Il falco dell'Amur è stato a lungo considerato una sottospecie o perfino una mera forma del falco cuculo, ma al giorno d'oggi è considerato senza ombra di dubbio una specie a parte. Tuttavia, è davvero imparentato strettamente con questa specie; le relazioni di entrambe le specie con gli altri falchi, invece, sono più problematiche. Da un punto di vista morfologico sembrano essere una forma intermedia tra i gheppi e i lodolai, ma l'analisi del DNA non è stata in grado di confermare questa visione. Sembra inoltre che siano più vicini allo smeriglio della maggior parte degli altri falchi o, in generale, più imparentati con questa specie e con altri falchi americani come il gheppio americano e il falco aplomado.